# Unione Sportiva Lecce 2022-2023
Questa voce raccoglie le informazioni riguardanti l'Unione Sportiva Lecce nelle competizioni ufficiali della stagione 2022-2023.

## Stagione
Ceduti alcuni protagonisti della promozione in Serie A, il Lecce di Baroni, guidato dal nuovo capitano Morten Hjulmand, riparte da un impianto di giovani e calciatori di esperienza come il campione del mondo Samuel Umtiti, giunto in prestito dal Barcellona. L'esordio stagionale dei salentini avviene il 5 agosto 2022, con una sconfitta interna contro il Cittadella nei trentaduesimi di Coppa Italia (2-3 dopo i tempi supplementari). Dopo tre pareggi e tre sconfitte, alla settima giornata il Lecce coglie la prima vittoria in campionato, battendo in trasferta la Salernitana (1-2). Seguono tre pareggi e tre sconfitte, poi il Lecce, in forza di cinque risultati utili consecutivi, con tre vittorie e due pareggi in sei gare, chiude il girone d'andata a +8 sulla zona retrocessione. Alla ventitreesima giornata, con la vittoria in casa dell'Atalanta, i salentini accumulano dieci punti di vantaggio sulla zona "calda", ma un successivo periodo di crisi provoca un riavvicinamento verso la zona rossa, distante soli due punti alla trentunesima giornata, a causa della settima sconfitta in otto partite. Nel turno successivo i giallorossi tornano alla vittoria dopo oltre due mesi, portandosi a +4 sulla zona retrocessione. I punti di vantaggio sulla terzultima scendono a 2 alla trentacinquesima giornata, quando i giallorossi pareggiano a Roma con la Lazio (2-2), il Verona perde in casa contro il Torino e lo Spezia si riavvicina, battendo in casa il Milan. A quel punto si profila, dunque, una lotta a tre per due posti in Serie A tra salentini, spezzini e scaligeri. Alla terzultima giornata il Lecce pareggia in casa (0-0) con lo Spezia, portandosi a +3 sul terzultimo posto occupato dal Verona, sconfitto in casa dell'Atalanta. Alla penultima giornata il Lecce ottiene la salvezza vincendo per 1-0 in casa del Monza e portandosi a +5 da Spezia e Verona.
La fruttuosa annata dei giallorossi viene suggellata dalla vittoria della Primavera del Lecce, che a giugno si aggiudica il campionato italiano per la terza volta nella storia del club.

## Divise e sponsor
Come sponsor tecnico per la stagione 2022-2023 è confermato il marchio M908, autoprodotto. Per il terzo anno consecutivo si conferma main sponsor la società Links Management and Technology, operante nel settore della consulenza ICT.
| Casa | Trasferta | Terza maglia |

## Organigramma societario
ORGANI DI AMMINISTRAZIONE E CONTROLLO
Consiglio di amministrazione
- Presidente: Saverio Sticchi Damiani
- Vicepresidenti: Alessandro Adamo e Corrado Liguori
- Amministratori: Dario Carofalo, Silvia Carofalo, Salvatore De Vitis, Paola Del Brocco

Collegio sindacale
- Presidente: Giuseppe Tamborrino
- Sindaci effettivi: Lauretana Fasano, Domenico Massimo Mangiameli
- Sindaci supplenti: Giuseppe Quarta, Giovanni Santoro

Management
- Direttore generale area amministrativa: Giuseppe Mercadante
- Direttore area finanziaria: Chiara Carrozzo
- Responsabile area legale: Domenico Zinnari
- Direttore generale area tecnica: Pantaleo Corvino
- Direttore sportivo: Stefano Trinchera
- Team manager: Claudio Vino
- Coordinatore settore giovanile: Gennaro Delvecchio
- Segretario sportivo: Rosario Imparato
- Segretario settore giovanile: Gianluca De Pascalis
- Responsabile biglietteria e vice delegato alla gestione dell'evento: Angelica De Mitri
- Delegato alla gestione dell'evento e stadium manager: Donato Provenzano
- Responsabile comunicazione: Andrea Ferrante
- Ufficio stampa: Dario Sanghez
- Responsabile marketing: Andrea Micati
- Ufficio marketing: Ilenia De Pascalis
- Amministrazione: Alessandro Tondi
- Slo: Giovanni Apollonio
- Fotografo ufficiale: Marco Lezzi

STAFF TECNICO
- Allenatore: Marco Baroni
- Allenatore in seconda: Fabrizio Del Rosso
- Collaboratore tecnico: Nicola Lami
- Preparatori dei portieri: Massimo Di Pasquale, Luigi Sassanelli
- Preparatori atletici: Giovanni De Luca, Federico Di Dio, Andrea Petruolo
- Responsabile magazziniere: Giovanni Fasano
- Magazzinieri: Emanuele Perrone, Daniele Della Giorgia

STAFF SANITARIO
- Responsabile area sanitaria: Giuseppe Congedo
- Cardiologo: Antonio Tondo
- Cardiologo: Marco Russo
- Podologa: Annachiara Schido
- Fisioterapista ed Osteopata: Graziano Fiorita
- Fisioterapista: Francesco Soda
- Fisioterapista: Marco Camassa
- Osteopata: Stefano Carrisi
- Responsabile nutrizione sportiva: Mirco Spedicato
- Collaboratore nutrizione sportiva: Luigi Sturdà

## Rosa
Aggiornata al 31 gennaio 2023.

 In corsivo i calciatori ceduti a stagione in corso.
| N. |                      | Ruolo | Calciatore            |
| -- | -------------------- | ----- | --------------------- |
| 1  | Italia (bandiera)    | P     | Marco Bleve           |
| 3  | Albania (bandiera)   | D     | Kastriot Dermaku      |
| 4  | Turchia (bandiera)   | D     | Mert Çetin            |
| 4  | Italia (bandiera)    | D     | Simone Romagnoli      |
| 5  | Croazia (bandiera)   | D     | Marin Pongračić       |
| 6  | Italia (bandiera)    | D     | Federico Baschirotto  |
| 7  | Norvegia (bandiera)  | C     | Kristoffer Askildsen  |
| 8  | Croazia (bandiera)   | C     | Kristijan Bistrović   |
| 9  | Italia (bandiera)    | A     | Lorenzo Colombo       |
| 10 | Italia (bandiera)    | C     | Francesco Di Mariano  |
| 11 | Italia (bandiera)    | A     | Federico Di Francesco |
| 12 | Romania (bandiera)   | P     | Alexandru Borbei      |
| 13 | Italia (bandiera)    | D     | Alessandro Tuia       |
| 14 | Islanda (bandiera)   | C     | Þórir Jóhann Helgason |
| 16 | Spagna (bandiera)    | C     | Joan González         |
| 17 | Francia (bandiera)   | D     | Valentin Gendrey      |
| 18 | Italia (bandiera)    | D     | Pietro Ceccaroni      |
| 19 | Polonia (bandiera)   | C     | Marcin Listkowski     |
| 20 | Rep. Ceca (bandiera) | C     | Daniel Samek          |
| 21 | Italia (bandiera)    | P     | Federico Brancolini   |
| 22 | Zambia (bandiera)    | A     | Lameck Banda          |
| 24 | Italia (bandiera)    | D     | Gianluca Frabotta     |

| N. |                      | Ruolo | Calciatore               |
| -- | -------------------- | ----- | ------------------------ |
| 25 | Italia (bandiera)    | D     | Antonino Gallo           |
| 26 | Italia (bandiera)    | D     | Mattia Ciucci            |
| 27 | Brasile (bandiera)   | C     | Gabriel Strefezza        |
| 28 | Francia (bandiera)   | A     | Rémi Oudin               |
| 29 | Francia (bandiera)   | C     | Alexis Blin              |
| 30 | Italia (bandiera)    | P     | Wladimiro Falcone        |
| 31 | Svezia (bandiera)    | A     | Joel Voelkerling Persson |
| 32 | Marocco (bandiera)   | C     | Youssef Maleh            |
| 33 | Italia (bandiera)    | D     | Arturo Calabresi         |
| 34 | Finlandia (bandiera) | C     | Eetu Mömmö               |
| 35 | Romania (bandiera)   | C     | Cătălin Vulturar         |
| 36 | Finlandia (bandiera) | P     | Jasper Samooja           |
| 42 | Danimarca (bandiera) | C     | Morten Hjulmand          |
| 70 | Belgio (bandiera)    | C     | Rob Nizet                |
| 77 | Gambia (bandiera)    | A     | Assan Ceesay             |
| 80 | Kosovo (bandiera)    | C     | Medon Berisha            |
| 83 | Belgio (bandiera)    | D     | Mats Lemmens             |
| 84 | Italia (bandiera)    | D     | Tommaso Cassandro        |
| 93 | Francia (bandiera)   | D     | Samuel Umtiti            |
| 97 | Italia (bandiera)    | D     | Giuseppe Pezzella        |
| 99 | Spagna (bandiera)    | A     | Pablo Rodríguez          |

## Calciomercato
Ceduti per fine prestito Antonio Barreca, Paolo Faragò e Alessandro Plizzari, svincolatosi Antonino Ragusa e scaduto il contratto di Gabriel, il Lecce cede anche Massimo Coda al Genoa, Mario Gargiulo al Modena, Lorenco Šimić all'Ascoli, Žan Majer alla Reggina, Arturo Calabresi al Pisa, Francesco Di Mariano al Palermo a titolo definitivo e Fabio Lucioni in prestito annuale al Frosinone. Sul fronte degli arrivi, vengono ingaggiati il portiere Wladimiro Falcone in prestito dalla Sampdoria, i difensori Federico Baschirotto dall'Ascoli, Mert Çetin in prestito dal Verona, Marin Pongračić in prestito dal Wolfsburg, Samuel Umtiti in prestito dal Barcellona e Giuseppe Pezzella in prestito dal Parma, i centrocampisti Kristoffer Askildsen in prestito dalla Sampdoria, Kristijan Bistrović in prestito dal CSKA Mosca, e, a titolo definitivo, Daniel Samek dallo Slavia Praga e Federico Di Francesco dalla SPAL, gli attaccanti Assan Ceesay a titolo definitivo dallo Zurigo, Lorenzo Colombo in prestito dal Milan e Rémi Oudin in prestito dal Bordeaux. Il difensore Gianluca Frabotta, prelevato in prestito dalla Juventus nel mese di giugno, lascia la squadra salentina già nel mese di settembre, senza aver ottenuto presenze in partite ufficiali.
Nella finestra di gennaio del calciomercato il Lecce preleva Youssef Maleh dalla Fiorentina in prestito con obbligo di riscatto in caso di salvezza, Tommaso Cassandro dal Cittadella a titolo definitivo, Pietro Ceccaroni dal Venezia in prestito con diritto di riscatto e Simone Romagnoli dal Parma a titolo definitivo, mentre sul fronte delle cessioni lasciano il club salentino Çetin e Bistrović, per i quali vengono risolti i prestiti con Verona e CSKA Mosca, Pablo Rodríguez, Marcin Listkowski e John Björkengren (quest'ultimo fuori rosa), ceduti in prestito al Brescia.

### Sessione estiva(dall'1/7 al 1/9)
Fonte: Transfermarkt.
| Acquisti         | Acquisti                 | Acquisti       | Acquisti                                          |
| R.               | Nome                     | da             | Modalità                                          |
| ---------------- | ------------------------ | -------------- | ------------------------------------------------- |
| P                | Federico Brancolini      | Fiorentina     | svincolato                                        |
| P                | Wladimiro Falcone        | Sampdoria      | prestito con diritto di riscatto e controriscatto |
| D                | Federico Baschirotto     | Ascoli         | definitivo                                        |
| D                | Mert Çetin               | Verona         | prestito con diritto di riscatto                  |
| D                | Giuseppe Pezzella        | Parma          | prestito                                          |
| D                | Marin Pongračić          | Wolfsburg      | prestito con diritto di riscatto                  |
| D                | Samuel Umtiti            | Barcellona     | prestito                                          |
| C                | Kristoffer Askildsen     | Sampdoria      | prestito con diritto di riscatto e controriscatto |
| C                | Kristijan Bistrović      | CSKA Mosca     | prestito con diritto di riscatto                  |
| C                | Federico Di Francesco    | SPAL           | definitivo                                        |
| A                | Assan Ceesay             | Zurigo         | definitivo                                        |
| A                | Lorenzo Colombo          | Milan          | prestito con diritto di riscatto e controriscatto |
| A                | Rémi Oudin               | Bordeaux       | prestito                                          |
| A                | Joel Voelkerling Persson | Roma           | definitivo                                        |
| Altre operazioni |                          |                |                                                   |
| R.               | Nome                     | da             | Modalità                                          |
| D                | Ilario Monterisi         | Fidelis Andria | fine prestito                                     |
| A                | Mattia Felici            | Palermo        | fine prestito                                     |

| Cessioni         | Cessioni                     | Cessioni   | Cessioni |
| R.               | Nome                         | a          | Modalità |
| ---------------- | ---------------------------- | ---------- | --- |
| P                | Gabriel Vasconcelos Ferreira | -          | fine contratto |
| P                | Alessandro Plizzari          | Milan      | fine prestito |
| D                | Antonio Barreca              | Monaco     | fine prestito |
| D                | Arturo Calabresi             | Pisa       | definitivo |
| D                | Lorenco Šimić                | Ascoli     | definitivo |
| D                | Fabio Lucioni                | Frosinone  | prestito |
| C                | Paolo Faragò                 | Cagliari   | fine prestito |
| C                | Mario Gargiulo               | Modena     | definitivo |
| C                | Žan Majer                    | Reggina    | definitivo |
| A                | Raúl Asencio                 | Cittadella | fine contratto |
| A                | Massimo Coda                 | Genoa      | definitivo |
| A                | Francesco Di Mariano         | Palermo    | definitivo |
| A                | Mattia Felici                | Triestina  | definitivo |
| A                | Antonino Ragusa              | -          | fine contratto |
| Altre operazioni |                              |            | |
| R.               | Nome                         | a          | Modalità |
| D                | Romario Benzar               | -          | fine contratto |
| D                | Gianluca Frabotta            | Juventus   | prestito con diritto di riscatto e controriscatto stipulato a giugno e annullato a settembre con rientro alla Juventus |
| D                | Ilario Monterisi             | Frosinone  | prestito |

### Sessione invernale(dal 3/1 al 31/1)
Dati aggiornati al 17 gennaio 2023.
| Acquisti | Acquisti          | Acquisti   | Acquisti                         |
|          | Nome              | da         | Modalità                         |
| -------- | ----------------- | ---------- | -------------------------------- |
| D        | Tommaso Cassandro | Cittadella | definitivo                       |
| D        | Pietro Ceccaroni  | Venezia    | prestito con diritto di riscatto |
| D        | Simone Romagnoli  | Parma      | definitivo                       |
| C        | Youssef Maleh     | Fiorentina | prestito con obbligo di riscatto |

| Cessioni         | Cessioni            | Cessioni   | Cessioni             |
| R.               | Nome                | a          | Modalità             |
| ---------------- | ------------------- | ---------- | -------------------- |
| D                | Mert Çetin          | Verona     | risoluzione prestito |
| C                | Kristijan Bistrović | CSKA Mosca | risoluzione prestito |
| C                | Marcin Listkowski   | Brescia    | prestito             |
| A                | Pablo Rodríguez     | Brescia    | prestito             |
| Altre operazioni |                     |            |                      |
| R.               | Nome                | a          | Modalità             |
| C                | John Björkengren    | Brescia    | prestito             |

### Trasferimenti dopo la sessione invernale
| Cessioni | Cessioni    | Cessioni        | Cessioni   |
| R.       | Nome        | a               | Modalità   |
| -------- | ----------- | --------------- | ---------- |
| D        | Brayan Vera | América de Cali | definitivo |

## Risultati

### Serie A

#### Girone di andata
| Arbitro: | Prontera (Bologna) |

|            |           |                          |
| Ceesay 48’ | Marcatori | 2’ Lukaku 90+5’ Dumfries |

| Arbitro: | Colombo (Como) |

|             |           |  |
| Berardi 40’ | Marcatori |  |

| Arbitro: | Santoro (Messina) |

|               |           |            |
| Strefezza 40’ | Marcatori | 23’ Parisi |

| Arbitro: | Marcenaro (Genova) |

|           |           |             |
| Elmas 27’ | Marcatori | 31’ Colombo |

| Arbitro: | Volpi (Arezzo) |

|            |           |  |
| Vlašić 40’ | Marcatori |  |

| Arbitro: | Pairetto (Nichelino) |

|              |           |           |
| González 48’ | Marcatori | 35’ Sensi |

| Arbitro: | Doveri (Roma 1) |

|                     |           |                          |
| González 55’ (aut.) | Marcatori | 43’ Ceesay 83’ Strefezza |

| Arbitro: | Marinelli (Tivoli) |

|                      |           |                    |
| Strefezza 42’ (rig.) | Marcatori | 19’ (rig.) Ciofani |

| Arbitro: | Prontera (Bologna) |

|                               |           |               |
| Smalling 6’ Dybala 48’ (rig.) | Marcatori | 39’ Strefezza |

| Arbitro: | Massimi (Termoli) |

|            |           |            |
| Ceesay 43’ | Marcatori | 48’ Kouamé |

| Arbitro: | Sozza (Seregno) |

|                                    |           |  |
| Arnautović 13’ (rig.) Ferguson 35’ | Marcatori |  |

| Arbitro: | Chiffi (Padova) |

|  |           |             |
|  | Marcatori | 73’ Fagioli |

| Arbitro: | Fourneau (Roma 1) |

|          |           |             |
| Beto 68’ | Marcatori | 33’ Colombo |

| Arbitro: | Aureliano (Bologna) |

|                                  |           |            |
| Baschirotto 28’ Di Francesco 30’ | Marcatori | 40’ Zapata |

| Arbitro: | Doveri (Roma 1) |

|  |           |                         |
|  | Marcatori | 45+1’ Colombo 83’ Banda |

| Arbitro: | Marinelli (Tivoli) |

|                           |           |              |
| Strefezza 57’ Colombo 71’ | Marcatori | 14’ Immobile |

| La Spezia 8 gennaio 2023, ore 15:00 CET 17ª giornata | Spezia          | 0 – 0 referto | Lecce | Stadio Alberto Picco (7 300 spett.)\| Arbitro: \| Chiffi (Padova) \| |
| Arbitro:                                             | Chiffi (Padova) |               |       |                                                                      |

| Arbitro: | Orsato (Schio) |

|                                     |           |                       |
| Hernández 3’ (aut.) Baschirotto 23’ | Marcatori | 58’ Leão 70’ Calabria |

| Arbitro: | La Penna (Roma 1) |

|                         |           |  |
| Depaoli 40’ Lazović 54’ | Marcatori |  |

#### Girone di ritorno
| Arbitro: | Massa (Imperia) |

|               |           |                    |
| Strefezza 23’ | Marcatori | 5’ Dia 20’ Vilhena |

| Arbitro: | Orsato (Schio) |

|  |           |                               |
|  | Marcatori | 58’ Baschirotto 69’ Strefezza |

| Arbitro: | Aureliano (Bologna) |

|                  |           |                   |
| Ibañez 7’ (aut.) | Marcatori | 17’ (rig.) Dybala |

| Arbitro: | Piccinini (Forlì) |

|             |           |                    |
| Højlund 87’ | Marcatori | 4’ Ceesay 74’ Blin |

| Arbitro: | Baroni (Firenze) |

|  |           |                |
|  | Marcatori | 65’ Thorstvedt |

| Arbitro: | Manganiello (Pinerolo) |

|                             |           |  |
| Mxit'aryan 29’ Martínez 53’ | Marcatori |  |

| Arbitro: | Sacchi (Macerata) |

|  |           |                        |
|  | Marcatori | 20’ Singo 23’ Sanabria |

| Arbitro: | Abisso (Palermo) |

|                  |           |  |
| Gallo 27’ (aut.) | Marcatori |  |

| Arbitro: | Fabbri (Ravenna) |

|                   |           |  |
| Caputo 62’ (rig.) | Marcatori |  |

| Arbitro: | Manganiello (Pinerolo) |

|                  |           |                                 |
| Di Francesco 52’ | Marcatori | 18’ Di Lorenzo 64’ (aut.) Gallo |

| Arbitro: | Mariani (Aprilia) |

|            |           |          |
| Ceesay 31’ | Marcatori | 75’ Jesé |

| Arbitro: | Chiffi (Padova) |

|               |           |  |
| Leão 40’, 75’ | Marcatori |  |

| Arbitro: | Marchetti (Ostia Lido) |

|                      |           |  |
| Strefezza 62’ (rig.) | Marcatori |  |

| Arbitro: | Fourneau (Roma 1) |

|                          |           |                   |
| Paredes 15’ Vlahović 40’ | Marcatori | 37’ (rig.) Ceesay |

| Arbitro: | Massa (Imperia) |

|  |           |            |
|  | Marcatori | 71’ Ngonge |

| Arbitro: | Maresca (Napoli) |

|                                     |           |                 |
| Immobile 34’ Milinković-Savić 90+5’ | Marcatori | 45+2’ 51’ Oudin |

| Lecce 21 maggio 2023, ore CET 36ª giornata | Lecce             | 0 – 0 referto | Spezia | Stadio Via del mare (26 022 spett.)\| Arbitro: \| Mariani (Aprilia) \| |
| Arbitro:                                   | Mariani (Aprilia) |               |        |                                                                        |

| Arbitro: | Doveri (Roma 1) |

|  |           |                       |
|  | Marcatori | 90+11’ (rig.) Colombo |

| Arbitro: | Piccinini (Forlì) |

|                     |           |                                           |
| Banda 17’ Oudin 88’ | Marcatori | 58’ Arnautović 81’ Zirkzee 90+7’ Ferguson |

### Coppa Italia
| Arbitro: | Miele (Nola) |

|                              |           |                               |
| Strefezza 61’ Colombo 105+1’ | Marcatori | 73’ Asencio 93’ 100’ Tounkara |

## Statistiche
Statistiche aggiornate al 4 giugno 2023.

### Statistiche di squadra
| Competizione | Punti | In casa | In casa | In casa | In casa | In casa | In casa | In trasferta | In trasferta | In trasferta | In trasferta | In trasferta | In trasferta | Totale | Totale | Totale | Totale | Totale | Totale | DR  |
| Competizione | Punti | G       | V       | N       | P       | Gf      | Gs      | G            | V            | N            | P            | Gf           | Gs           | G      | V      | N      | P      | Gf     | Gs     | DR  |
| ------------ | ----- | ------- | ------- | ------- | ------- | ------- | ------- | ------------ | ------------ | ------------ | ------------ | ------------ | ------------ | ------ | ------ | ------ | ------ | ------ | ------ | --- |
| Serie A      | 36    | 19      | 3       | 8       | 8       | 18      | 24      | 19           | 5            | 4            | 10           | 15           | 22           | 38     | 8      | 12     | 18     | 33     | 46     | -13 |
| Coppa Italia | -     | 1       | 0       | 0       | 1       | 2       | 3       | 0            | 0            | 0            | 0            | 0            | 0            | 1      | 0      | 0      | 1      | 2      | 3      | -1  |
| Totale       | -     | 20      | 3       | 8       | 9       | 20      | 27      | 19           | 5            | 4            | 10           | 15           | 22           | 39     | 8      | 12     | 19     | 35     | 49     | -14 |

### Andamento in campionato
| Giornata  | 1  | 2  | 3  | 4  | 5  | 6  | 7  | 8  | 9  | 10 | 11 | 12 | 13 | 14 | 15 | 16 | 17 | 18 | 19 | 20 | 21 | 22 | 23 | 24 | 25 | 26 | 27 | 28 | 29 | 30 | 31 | 32 | 33 | 34 | 35 | 36 | 37 | 38 |
| --------- | -- | -- | -- | -- | -- | -- | -- | -- | -- | -- | -- | -- | -- | -- | -- | -- | -- | -- | -- | -- | -- | -- | -- | -- | -- | -- | -- | -- | -- | -- | -- | -- | -- | -- | -- | -- | -- | -- |
| Luogo     | C  | T  | C  | T  | T  | C  | T  | C  | T  | C  | T  | C  | T  | C  | T  | C  | T  | C  | T  | C  | T  | C  | T  | C  | T  | C  | T  | T  | C  | C  | T  | C  | T  | C  | T  | C  | T  | C  |
| Risultato | P  | P  | N  | N  | P  | N  | V  | N  | P  | N  | P  | P  | N  | V  | V  | V  | N  | N  | P  | P  | V  | N  | V  | P  | P  | P  | P  | P  | P  | N  | P  | V  | P  | P  | N  | N  | V  | P  |
| Posizione | 11 | 18 | 15 | 15 | 17 | 17 | 15 | 13 | 16 | 16 | 17 | 17 | 16 | 16 | 16 | 12 | 11 | 14 | 14 | 15 | 14 | 13 | 13 | 14 | 15 | 15 | 15 | 16 | 16 | 16 | 16 | 16 | 16 | 16 | 16 | 16 | 16 | 16 |

Legenda:

Luogo: C = Casa; T = Trasferta. Risultato: V = Vittoria; N = Pareggio; P = Sconfitta.

### Statistiche dei giocatori
In corsivo i giocatori ceduti a stagione in corso.
| Giocatore              | Serie A  | Serie A | Serie A     | Serie A    | Coppa Italia | Coppa Italia | Coppa Italia | Coppa Italia | Totale   | Totale | Totale      | Totale     |
| Giocatore              | Presenze | Reti    | Ammonizioni | Espulsioni | Presenze     | Reti         | Ammonizioni  | Espulsioni   | Presenze | Reti   | Ammonizioni | Espulsioni |
| ---------------------- | -------- | ------- | ----------- | ---------- | ------------ | ------------ | ------------ | ------------ | -------- | ------ | ----------- | ---------- |
| K. Askildsen           | 22       | 0       | 3           | 0          | 0            | 0            | 0            | 0            | 22       | 0      | 3           | 0          |
| L. Banda               | 36       | 2       | 6           | 0          | 0            | 0            | 0            | 0            | 36       | 2      | 6           | 0          |
| F. Baschirotto         | 37       | 3       | 6           | 0          | 1            | 0            | 0            | 0            | 38       | 3      | 6           | 0          |
| M. Berisha             | 0        | 0       | 0           | 0          | 0            | 0            | 0            | 0            | 0        | 0      | 0           | 0          |
| K. Bistrović           | 11       | 0       | 0           | 0          | 1            | 0            | 0            | 0            | 12       | 0      | 0           | 0          |
| M. Bleve               | 0        | 0       | 0           | 0          | 0            | 0            | 0            | 0            | 0        | 0      | 0           | 0          |
| A. Blin                | 35       | 1       | 8           | 0          | 1            | 0            | 0            | 0            | 36       | 1      | 8           | 0          |
| F. Brancolini          | 0        | 0       | 0           | 0          | 0            | 0            | 0            | 0            | 0        | 0      | 0           | 0          |
| A. Calabresi           | 0        | 0       | 0           | 0          | 1            | 0            | 0            | 0            | 1        | 0      | 0           | 0          |
| T. Cassandro           | 1        | 0       | 0           | 0          | 0            | 0            | 0            | 0            | 1        | 0      | 0           | 0          |
| P. Ceccaroni           | 2        | 0       | 0           | 0          | 0            | 0            | 0            | 0            | 2        | 0      | 0           | 0          |
| A. Ceesay              | 35       | 6       | 2           | 0          | 1            | 0            | 0            | 0            | 36       | 6      | 2           | 0          |
| M. Çetin               | 1        | 0       | 0           | 0          | 0            | 0            | 0            | 0            | 1        | 0      | 0           | 0          |
| M. Ciucci              | 0        | 0       | 0           | 0          | 0            | 0            | 0            | 0            | 0        | 0      | 0           | 0          |
| L. Colombo             | 33       | 5       | 4           | 0          | 1            | 1            | 0            | 0            | 34       | 6      | 4           | 0          |
| K. Dermaku             | 1        | 0       | 0           | 0          | 1            | 0            | 0            | 0            | 2        | 0      | 0           | 0          |
| F. Di Francesco        | 36       | 2       | 6           | 0          | 1            | 0            | 0            | 0            | 37       | 2      | 6           | 0          |
| F. Di Mariano          | 0        | 0       | 0           | 0          | 1            | 0            | 0            | 0            | 1        | 0      | 0           | 0          |
| W. Falcone             | 38       | -46     | 2           | 0          | 1            | -3           | 0            | 0            | 39       | -49    | 2           | 0          |
| G. Frabotta            | 0        | 0       | 0           | 0          | 0            | 0            | 0            | 0            | 0        | 0      | 0           | 0          |
| A. Gallo               | 32       | 0       | 4           | 1          | 1            | 0            | 0            | 0            | 33       | 0      | 4           | 1          |
| V. Gendrey             | 37       | 0       | 4           | 0          | 1            | 0            | 0            | 0            | 38       | 0      | 4           | 0          |
| J. González            | 35       | 1       | 8           | 0          | 1            | 0            | 1            | 0            | 36       | 1      | 9           | 0          |
| Þ. Helgason            | 12       | 0       | 0           | 0          | 1            | 0            | 0            | 0            | 13       | 0      | 0           | 0          |
| M. Hjulmand            | 35       | 0       | 9           | 1          | 1            | 0            | 0            | 0            | 36       | 0      | 9           | 1          |
| M. Lemmens             | 0        | 0       | 0           | 0          | 0            | 0            | 0            | 0            | 0        | 0      | 0           | 0          |
| M. Listkowski          | 5        | 0       | 0           | 0          | 1            | 0            | 0            | 0            | 6        | 0      | 0           | 0          |
| Y. Maleh               | 17       | 0       | 3           | 0          | 0            | 0            | 0            | 0            | 17       | 0      | 3           | 0          |
| E. Mömmö               | 0        | 0       | 0           | 0          | 0            | 0            | 0            | 0            | 0        | 0      | 0           | 0          |
| R. Nizet               | 0        | 0       | 0           | 0          | 0            | 0            | 0            | 0            | 0        | 0      | 0           | 0          |
| R. Oudin               | 31       | 3       | 3           | 0          | 0            | 0            | 0            | 0            | 31       | 3      | 3           | 0          |
| G. Pezzella            | 16       | 0       | 2           | 0          | 0            | 0            | 0            | 0            | 16       | 0      | 2           | 0          |
| M. Pongračić           | 9        | 0       | 2           | 0          | 0            | 0            | 0            | 0            | 9        | 0      | 2           | 0          |
| P. Rodríguez           | 4        | 0       | 0           | 0          | 0            | 0            | 0            | 0            | 4        | 0      | 0           | 0          |
| S. Romagnoli           | 7        | 0       | 0           | 0          | 0            | 0            | 0            | 0            | 7        | 0      | 0           | 0          |
| D. Samek               | 0        | 0       | 0           | 0          | 0            | 0            | 0            | 0            | 0        | 0      | 0           | 0          |
| J. Samooja             | 0        | 0       | 0           | 0          | 0            | 0            | 0            | 0            | 0        | 0      | 0           | 0          |
| G. Strefezza           | 35       | 8       | 5           | 0          | 1            | 1            | 0            | 0            | 36       | 9      | 5           | 0          |
| A. Tuia                | 7        | 0       | 1           | 0          | 0            | 0            | 0            | 0            | 7        | 0      | 1           | 0          |
| S. Umtiti              | 25       | 0       | 7           | 0          | 0            | 0            | 0            | 0            | 25       | 0      | 7           | 0          |
| J. Voelkerling Persson | 9        | 0       | 0           | 0          | 0            | 0            | 0            | 0            | 9        | 0      | 0           | 0          |
| C. Vulturar            | 0        | 0       | 0           | 0          | 0            | 0            | 0            | 0            | 0        | 0      | 0           | 0          |

## Giovanili

### Organigramma
Management
- - Supervisore settore giovanile: Pantaleo Corvino
  - Responsabile settore giovanile: Gennaro Delvecchio

Staff tecnico
- Primavera[16]
  - Allenatore: Federico Coppitelli
  - Allenatore in seconda: Ernesto Chevantón
  - Preparatore atletico:  Paolo Traficante
  - Collaboratori: Diego Zaccardi, Leandro Catanese
  - Dirigente accompagnatore - Giuseppe Nucci
- Under 17
  - Allenatore - Simone Schipa
  - Allenatore in seconda - Antonio Manni
  - Preparatore atletico - Raffaele Tumolo
  - Preparatore portieri - Francesco Garzilli
  - Collaboratore atletico - Ludovico Guerrieri
  - Dirigente accompagnatore - Marco Geusa
- Under 16
  - Allenatore - Vincenzo Mazzeo
  - Allenatore in seconda  - Riccardo Personè
  - Preparatore atletico - Raffaele Tumolo
  - Preparatore portieri - Francesco Garzilli
  - Collaboratori - Giammarco Maldarella, Samuele Rizzo
  - Dirigente accompagnatore - Stefano Tundo
- Under 15
  - Allenatore -
  - Allenatore in seconda  - Fabio Marrocco
  - Preparatore atletico - Paolo Fontò
  - Preparatore portieri - Giampaolo Luperto
  - Collaboratore - Alessio Rosato
  - Dirigente accompagnatore - Giampiero Tundo
- Giovanissimi Regionali
  - Allenatore - Luca Renna
  - Allenatore in seconda  - Pierluigi Lagna
  - Collaboratori - Mariano Angelo, Alessio Rosato
- Giovanissimi Provinciali
  - Allenatore - Emanuele Antonucci
  - Allenatore in seconda  - Antonio Caputo
  - Collaboratori - Lorenzo Cosimo Rollo, Alessio Rosato
- Esordienti
  - Allenatore - Paolo Castelluzzo
  - Collaboratori - Alessio Rosato, Gabriele Montinaro
- Pulcini
  - Allenatori - Gianluca Garagiuli, Daniele Leone
  - Collaboratori - Leandro Catanese, Mattia Giannattasio, Alessio Rosato